# 伊朗民航工业组织
伊朗民航工业组织（波斯語：سازمان صنایع هوایی ایران，简称IAIO）是伊朗的一个重要航空工业机构。该组织成立于1993年，隶属于伊朗工业部的工业发展和革新组织（IDRO）。IAIO的主要任务是生产、控制和管理军队的飞机与维护体系，以求能够更有效率地发挥有限的资源和能力。
伊朗民航工业组织既是直接制造飞机和航空航天产品的原始设备制造商，也是控股管理其他伊朗国有航空公司的企业集团。

## 历史沿革[1]
伊朗的航空业基础设施总体上是在 20 世纪 30 年代礼萨·巴列维国王统治时期建立的，德国Junkers & Co Aviation 为其提供了相关专业知识和援助。后来，在 20 世纪 70 年代沙阿·穆罕默德·礼萨·巴列维 (Shah Mohammad Reza Pahlavi)统治时期，受益于石油收入的增加，该行业得到了扩张。国王不仅订购了大量美国最先进的武器，而且还获得了在伊朗生产这些武器的能力。根据一项耗资数十亿美元的工业化计划，国王委托美国军火公司在伊朗建造武器工厂。
因此，贝尔直升机公司（现为德事隆公司的一个部门）正在伊斯法罕建造一家工厂来生产 214 型直升机。诺斯罗普公司也是伊朗飞机工业公司的联合合作伙伴，该公司维护许多出售给伊朗的美国军用飞机，预计将生产飞机零件并最终生产完整的飞机。这些努力代表了美国在伊朗工业参与的很大一部分，也是国王发展现代高科技产业的核心。
在伊朗革命后的国际制裁之后，伊朗政府的整体官方政策从拥有世界上最好的产品转变为能够独立制造以满足国内需求，特别是技术产品，因此变得「不受制裁」。
在任何其他领域，这种迫切性都比航空业更高。因此，伊朗避免了不时购买更好的西方飞机的需要，而是透过购买许可证和技术以及逆向工程零件的安排，转而购买可以在伊朗制造的飞机，主要是为了避免以下情况：伊朗从20 世纪80 年代到现在，由于国内技术匮乏而无法维持其原有的状态。
在920世纪90年代伊朗稍早对德事隆提起的另一起诉讼中，伊朗曾针对革命前未履行的合约寻求损害赔偿。1994 年，德事隆最终向伊朗派遣了五架商用直升机，并提供了备件和培训，以解决争端。
2006年，德事隆公司起诉IAIO，称其在未经许可的情况下仿制贝尔旗下六种型号的直升机，从而未经许可使用商业机密和专利设计，并要求赔偿损失。
2010年夏天，伊朗要求美國交付1974年購買的第80架F-14被拒绝。

## 旗下企业
IAIO旗下最著名的企业是伊朗飞机制造工业公司（HESA）。HESA成立于1976年，是伊朗最大的飞机制造商。HESA主要生产教练机、攻击机等军用飞机，并在部分民用飞机的生产上也有所涉足。

## 主要职责
IAIO 作為伊朗航空工业的政策制定者和協調者，透過向伊朗飛機工業企业提供技術、知識和零件來促進伊朗本土航空工業的發展。除了航空航天工作外，IAIO 也积极参与伊朗的弹道飞弹计划。
- 飞机生产与维护： IAIO负责伊朗军用飞机的生产、维修和保养。
- 技术研发： 该组织积极开展航空技术的研发工作，以提升伊朗的航空制造水平，实现自主创新。
- 人才培养： IAIO注重培养高素质的航空人才，为伊朗的航空工业发展提供人才保障。
- 产业扶持： 除了航空制造业，IAIO还致力于扶持国内锻造及铸造业的发展，为伊朗的工业体系提供全面的支持。

## 西方制裁
2010年7月26日被欧盟列为与伊朗扩散敏感核活动或伊朗发展核武运载系统有关的实体；除某些例外情况外，欧盟成员国必须冻结该实体直接或间接拥有或控制的资产，并防止向其提供资产。
根据行政命令，于2013 年12 月12 日加入美国财政部外国资产管制办公室(OFAC) 维护的特别指定国民(SDN) 名单中，冻结其在美国管辖范围内的资产并禁止与美国各方进行交易13382，针对大规模毁灭性武器及其运载系统的扩散者；美国国务院根据第 13949 号行政命令于 2021 年 1 月 15 日指定，该命令的目标是向伊朗转让常规武器及相关材料；为实体交易提供便利或以其他方式协助实体的外国当事人受到美国制裁；也受伊朗金融制裁条例的约束；为实体交易提供便利的外国金融机构可能会被禁止在美国开设或维持代理帐户或应付帐户。
受到澳洲、加拿大、挪威、韩国和瑞士政府的制裁，限制与该实体的业务和金融交易和/或冻结其在这些国家的资产。
2020年被日本政府列为与飞弹和核武相关的扩散问题实体； 2012年，英国政府将其列为大规模杀伤性武器相关采购的潜在关注实体，但在英国撤回伊朗名单后，该实体于2017年被删除。